# Telanthera floridana
Telanthera floridana är en amarantväxtart som beskrevs av Alvin Wentworth Chapman. Telanthera floridana ingår i släktet Telanthera och familjen amarantväxter. Inga underarter finns listade i Catalogue of Life.